# St. Mauritius (Alsweiler)

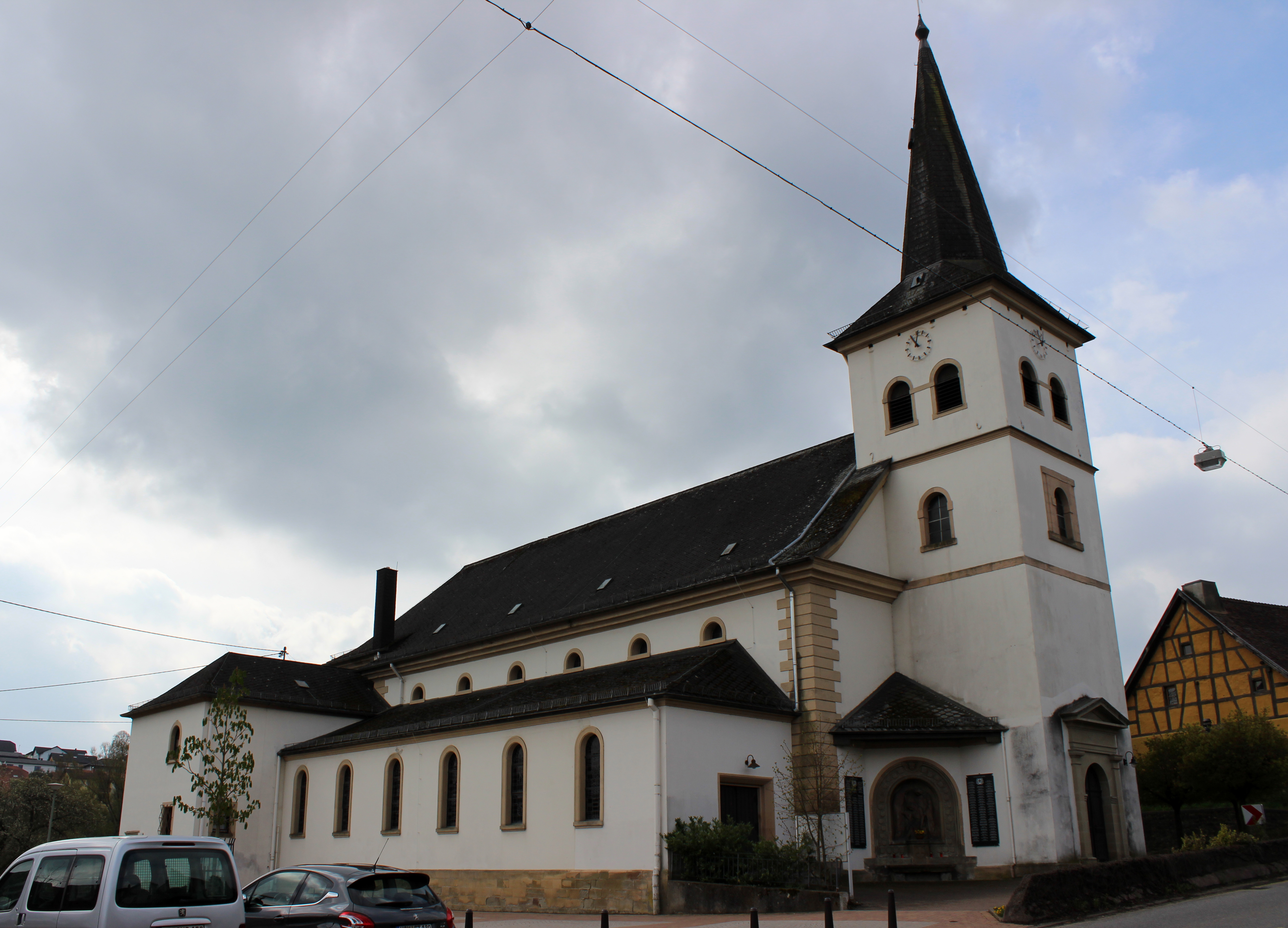
Die katholische Pfarrkirche St. Mauritius in Alsweiler

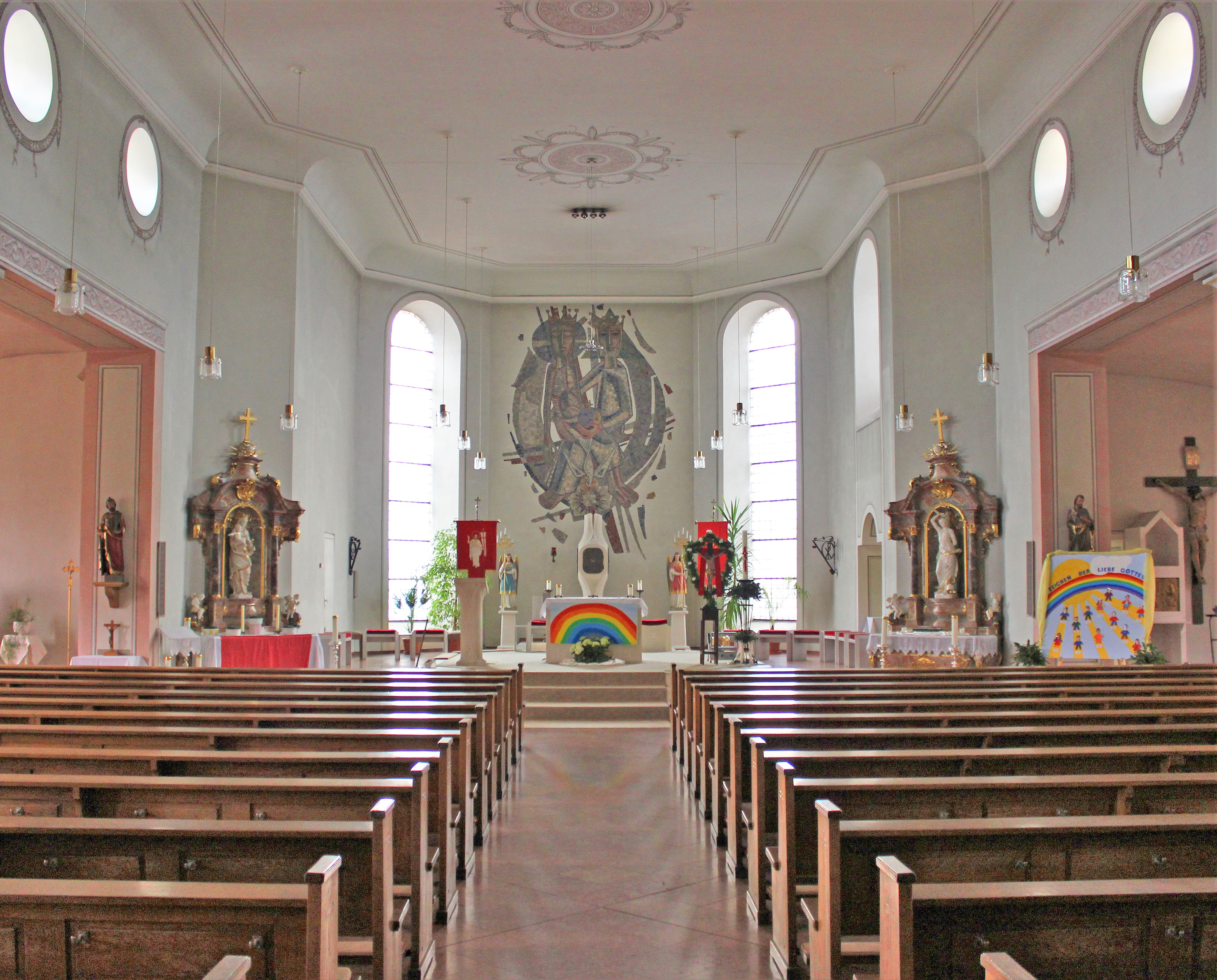
Blick ins Innere der Kirche

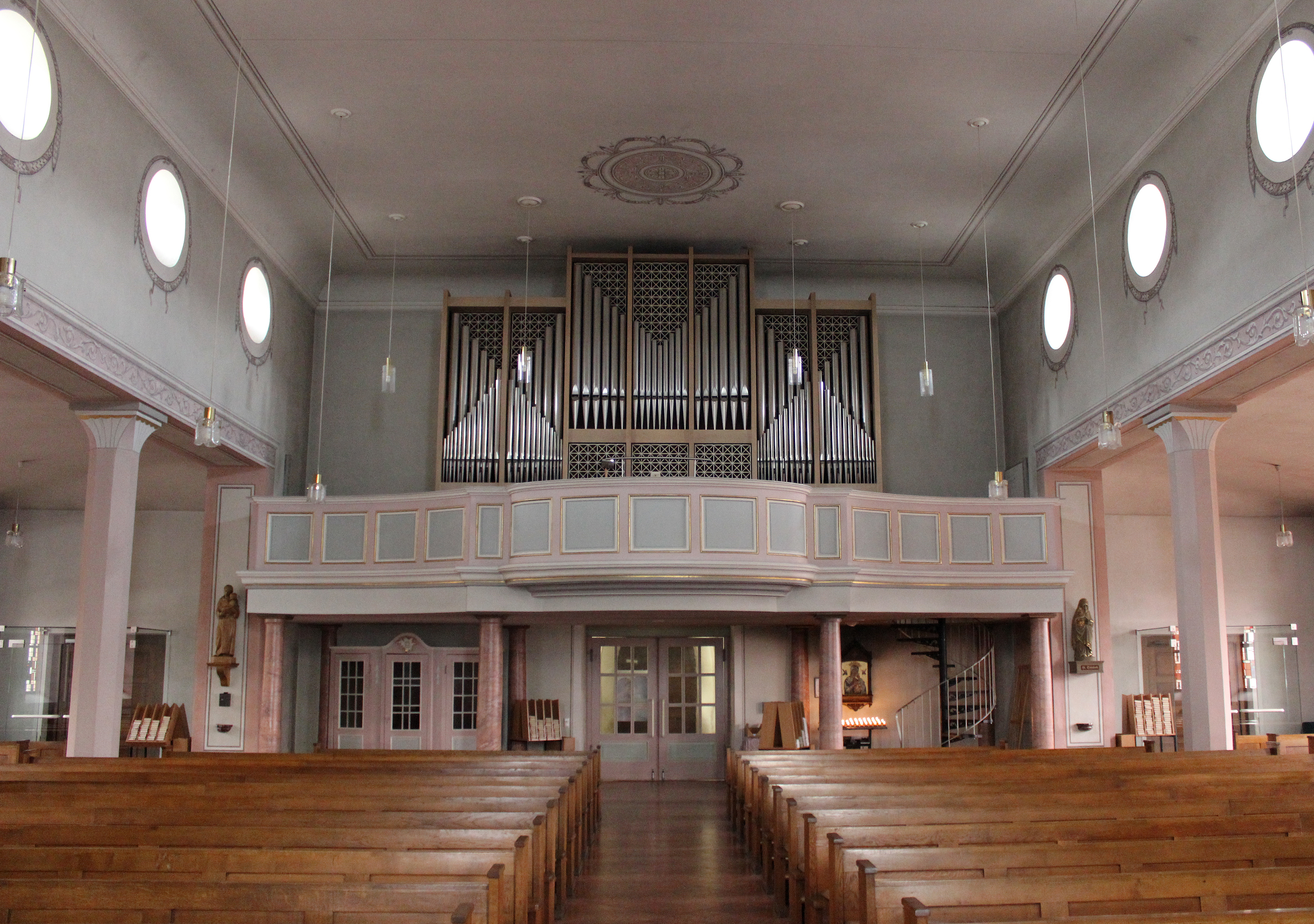
Blick zur Orgelempore

Die Kirche St. Mauritius ist eine katholische Pfarrkirche im saarländischen Alsweiler, einem Ortsteil der Gemeinde Marpingen, Landkreis St. Wendel. Kirchenpatron ist der heilige Mauritius. In der Denkmalliste des Saarlandes ist die Kirche als Einzeldenkmal aufgeführt.

## Geschichte

### Pfarrei
Als Teil der Pfarrei Tholey im Bistum Trier kam Alsweiler 1795 zum Bistum Metz. Im Jahr 1800 wurde Alsweiler zur Vikarie und 1805 schließlich zur Pfarrei erhoben. 1825 kam Alsweiler wieder zum Bistum Trier.

### Kirchengebäude
Für das Jahr 1408 wurde in Alsweiler eine Allerheiligen-Kapelle genannt und 1569 eine Kapelle, die dem heiligen Mauritius gewidmet ist.
An den Turm dieser Kapelle wurde 1803 ein neues Langhaus angebaut.
Das heutige Kirchengebäude entstand in den Jahren 1829 bis 1831 nach Plänen von Johann Martin Fladt.

1947 wurde die Sakristei abgerissen und in vergrößerter Form wieder errichtet. In den Jahren 1950 bis 1951 erfuhr das Gotteshaus nach Plänen von Baurat Reif aus St. Wendel eine Erweiterung um zwei Seitenschiffe. 1978 erfolgte die Neueindeckung des Kirchendachs und der Anbau eines Treppenhauses an die Sakristei. Von 1980 bis 1983 wurde der Innenraum der Kirche neu gestaltet.

## Ausstattung
Zur Ausstattung der Kirche gehören mehrere Heiligenfiguren, darunter eine in den 1980er Jahren restaurierte Figur der heiligen Barbara, die im Jahre 1899 angeschafft wurde. Im Altarraum befindet sich ein Wandmosaik des saarländischen Künstlers Ferdinand Selgrad von 1957, das die heilige Dreifaltigkeit darstellt.

Zu den ältesten Teilen der Ausstattung gehören die beiden den Altarraum flankierenden Seitenaltäre, die die Kirche 1833 erhielt. Die 1845 von dem einheimischen Schreiner Matthias Keller angefertigte Kanzel ist nicht mehr vorhanden. Der Kreuzweg an den Wänden der Seitenschiffe stammt von 1935, der Sakramentsaltar von 1955.

## Orgel
Ihre erste Orgel erhielt die Kirche 1861. Es handelte sich um ein Instrument mit zehn Registern. 1869 erfolgte eine Erweiterung um zwei Register. Im Jahr 1902 baute E. F. Walcker & Cie. die zweite Orgel als Opus 999. Sie besaß 18 Register. 1938 erhielt die Kirche im Rahmen eines Umbaus der Empore ihre dritte. Die heutige, vierte Orgel wurde 1990 von der Firma Hugo Mayer Orgelbau (Heusweiler) erbaut. Das Schleifladen-Instrument verfügt über 24 Register, verteilt auf zwei Manuale und Pedal. Die Spieltraktur ist mechanisch, die Registertraktur ist elektrisch. Die Disposition lautet wie folgt.
| I Hauptwerk C–g3 |             |       |
| 1.               | Bourdon     | 16′   |
| 2.               | Principal   | 8′    |
| 3.               | Koppelflöte | 8′    |
| 4.               | Octave      | 4′    |
| 5.               | Rohrflöte   | 2′    |
| 6.               | Waldflöte   | 2′    |
| 7.               | Mixtur V    | 1 ⁄3′ |
| 8.               | Trompete 8′ |       |

| II Schwellwerk C–g3 |               |        |
| 9.                  | Holzprincipal | 8′     |
| 10.                 | Salicional    | 8′     |
| 11.                 | Vox coelestis | 8′     |
| 12.                 | Octave        | 4′     |
| 13.                 | Metallflöte   | 4′     |
| 14.                 | Nazard        | 2 ⁄3′  |
| 15.                 | Principal     | 2′     |
| 16.                 | Terz          | 1 3⁄5′ |
| 17.                 | Sifflet       | 1 ⁄3′  |
| 18.                 | Acuta IV      | 2′     |
| 19.                 | Oboe          | 8′     |
|                     | Tremulant     |        |

| Pedal C–f1 |            |     |
| 20.        | Subbass    | 16′ |
| 21.        | Octave     | 8′  |
| 22.        | Gedackt    | 8′  |
| 23.        | Choralbass | 4′  |
| 24.        | Fagott     | 16′ |

- Koppeln: II/I, I/P, II/P
- Spielhilfen: 128 Setzerkombinationen